# Najshira
Najshira (en georgiano: ნახშირა, lit. 'carbón') o Arichjutsa (en abjasio: Арычхәҵа, romanizado: Arychjutsa) es una aldea que pertenece a la parcialmente reconocida República de Abjasia, parte del distrito de Sujumi, aunque de iure pertenece al municipio de Sojumi de la República Autónoma de Abjasia de Georgia.

## Geografía
Najshira se encuentra en las estribaciones de las montañas de Abjasia, a 21 km de Sujumi. La aldea se administra desde el pueblo de Guma.   

## Demografía
La evolución demográfica de Najshira entre 1959 y 1989 fue la siguiente:
| 96                                                  | 101 |
| (Fuente: Population of Abkhazia since Soviet times) |     |

Antes de la guerra de Abjasia, la mayoría de la población local eran armenios.